# 1961年ニヤサランド立法議会選挙
1961年ニヤサランド立法議会選挙（1961ねんニヤサランドりっぽうぎかいせんきょ）は、1961年8月に英国領ローデシア・ニヤサランド連邦内のニヤサランドで行われた議員選挙である。

## 概要

マラウイの初代大統領、ヘイスティングズ・カムズ・バンダの像。

マラウイは、19世紀末の1890年にイギリスによりシーレ高地保護領として保護領化が宣言されて以降、長らくイギリスの保護領とされていた。保護領下では白人入植者の権限が極めて強く、先住民族の参政権などを含む諸権利は強く制限されていた。第二次世界大戦後、アフリカ諸国では独立の気運が高まり、1957年にサハラ以南のブラックアフリカの独立国家第一号としてガーナが誕生したのを初めとして、1960年にアフリカの年と呼ばれる17カ国もの国家が独立を迎えた。ローデシア・ニヤサランド連邦内でも1950年代後半には黒人による反乱が発生しており、イギリスによる連邦政府の維持が既に困難な状態となっていた。そのため、ローデシア・ニヤサランド連邦を解体し、特に在住する白人の多かった南ローデシアを北ローデシア（後のザンビア）とニヤサランド（後のマラウイ）から分離して、白人の利益確保を中心に行う方向へと転換することとなった。
そのような状況に加え、マラウイがイギリス保護領から独立するきっかけの1つとなったものに、1961年の選挙におけるマラウイ会議党の大勝がある。1944年に結成された黒人による政治組織、ニヤサランドアフリカ人会議の流れをくむこの党は、1959年にヘイスティングズ・カムズ・バンダなどの主要メンバーが逮捕されて一度崩壊しかけたが、同年内に逮捕を免れたメンバーによりマラウイ会議党として再建された。翌年の1960年には刑務所から出所したバンダが代表となり、活発な政治活動を行った。ニヤサランドは人口の99.7%を黒人が占め、また一定の資産、学歴を元に黒人に選挙権を与える条件も南ローデシアほど厳しくなかったこともあり、結果として翌1961年の選挙において白人の指定議席である3議席を除く、50議席を獲得するに至った。
| 政党名                           | 得票数 | 得票率 | 議席数 |    |
| -------------------------------- | ------ | ------ | ------ | -- |
| マラウイ会議党                   |        |        | 50     |    |
| 白人指定議席                     |        |        | 3      |    |
| 合計                             | 53     | 53     | 53     | 53 |
| 出典: AFRICAN ELECTIONS DATABASE |        |        |        |    |

## その後
この翌年の1962年、ニヤサランド議会は自治権を獲得し、翌1963年にはマラウイ会議党の指導者であったバンダが首相へ就任、1964年には英連邦王国の一員として独立に至り、1966年にはマラウイ共和国が成立することとなる。